# インドの国立公園

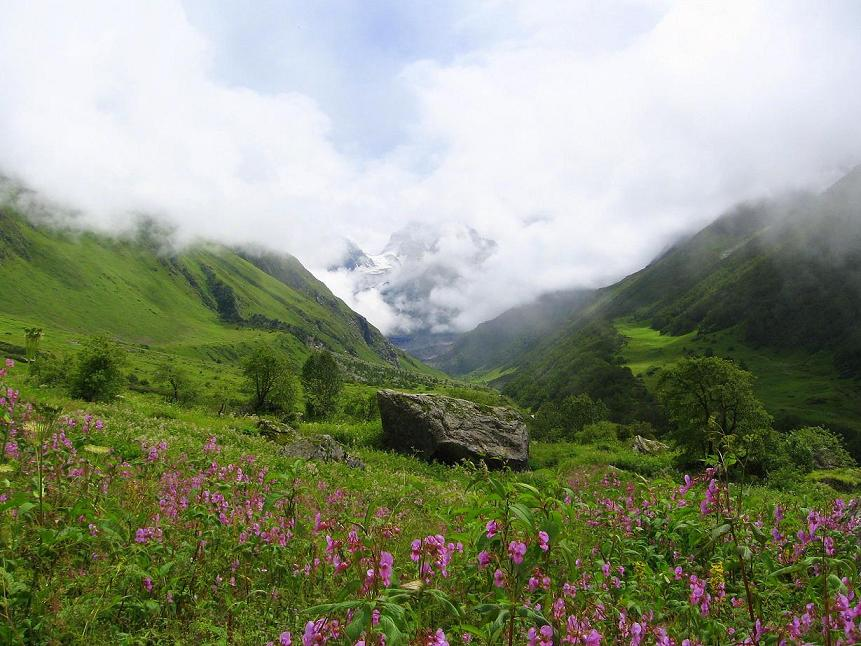
花の谷国立公園の一風景。

インドの国立公園（インドのこくりつこうえん、英語: National parks of India）は、インドにおける国際自然保護連合（IUCN）のカテゴリーIIの保護地域である国立公園である。

## 概要
インド初の国立公園は1936年にヘイリー国立公園として設立され、現在はウッタラーカンド州のジム・コーベット国立公園として知られている。1970年までに、インドには5つの国立公園しかなかったが、 1972年にインドは保護に依存する種（Conservation-reliant species）の生息地を保護するために、1973年に野生生物保護法とプロジェクト・タイガーを制定した。
野生生物の保護を強化するさらなる連邦法が、1980年代に導入された。
インドには105の既存の国立公園があり、国の地理的面積の1.33％である43,716平方キロメートルの面積をカバーする（National Wildlife Database、2020年12月）。これに加えて、16,608平方キロメートルの面積をカバーする75の国立公園が、保護地域ネットワークレポート（Rodgers＆Panwar、1988）で提案されている。この報告書が完全に実施されれば、国立公園のネットワークは176に増加する。 

## 一覧
インドの国家公園のいくつかを、次に示す（あいうえお順）。
- カジランガ国立公園 (1974年)
- カンチェンゾンガ国立公園 (1977年)
- キシュトワール国立公園 (1981年)
- ケオラデオ国立公園 (1981年)
- サトプラ山脈国立公園 (1981年)
- ジム・コーベット国立公園
- スンダルバンス国立公園 (1984年)
- 大ヒマラヤ国立公園 (1984年)
- 花の谷国立公園 (1982年)
- バンダウガル国立公園 (1968年)
- ペンチ国立公園 (1977年)
- マナス国立公園 (1990年)
- マンナール湾国立公園 (1981年)

## 参照項目
- 国立公園
- イギリスの国立公園